# POPFile
POPFileはPerlで記述されたオープンソースのメールフィルタソフト。自由ソフトウェアとして公開されており、クロスプラットフォームな環境で動作する。最初のリリースは2002年9月。

## 概要
POPFileのメールフィルタはベイズ理論によるベイジアンフィルタであり、メール受信時にはメールフィルタが内容を学習しながら自動的にメールを分類する。その際、バケツと呼ばれるカテゴリを分類用に用意しており、受信されたメールをバケツごとに分類させる仕様となっている。分類が違っていた場合にはユーザーの選択に従ってメールを再分類させることで再学習させることも可能である。機能上は様々な分類の仕方が可能であるが、一般的には迷惑メール用のフィルタとして使われることが多い。

## 動作
POPFileはPOP3サーバと電子メールクライアントの間でプロキシとして動作する。POP3サーバからメールがダウンロードされると、POPFileのフィルタはメールを確認し、分類毎の印をメールのSubjectやメールヘッダなどに追記する。Subject等に追記された印はメールクライアントのフィルタで仕訳する際に利用することが可能である。
バケツ設定や再学習などはHTMLベースの設定画面にウェブブラウザでアクセスすることで行う。メールに追記された印のカスタマイズを行うことも可能である。
日本語を単語単位に分割する処理には、KAKASIまたはMeCabを使うため、英語などスペースで単語を区切る言語にしか対応していないフィルタや、日本語の単語の分割を文字種の変わり目で行うフィルタに比べ、日本語のメールの分類の精度も良い。